# 井川町 (徳島県)
井川町（いかわちょう）はかつて徳島県北西部に位置していた町。2006年3月1日、三好郡内の5町村と合併し、三好市となった。

## 地理
吉野川中流の南岸にある。中心地区である辻は井内谷川が吉野川に合流する谷口に発達した集落である。
- 山：腕山、五ノ丸山、綱付山、八石山
- 河川：吉野川、井内谷川、中村谷川、里川谷川
- 荘園：田井荘（西園寺氏の領地。井川町西井川以西）、井川荘（井川町辻付近）

### 隣接している自治体
- 徳島県
  - 三好郡池田町
  - 三好郡西祖谷山村
  - 三好郡三加茂町
  - 三好郡三好町

## 歴史
- 1959年（昭和34年）4月1日 - 辻町・井内谷村が合併して井川町が発足。
- 2006年（平成18年）3月1日 - 三野町・池田町・山城町・東祖谷山村・西祖谷山村と合併して三好市が発足。同日井川町廃止。

## 行政
- 中瀧清文

### 姉妹都市・提携都市
- アメリカワシントン州タクイラ市

## 経済

### 産業
明治までは阿波きざみたばこの主産地であった。

## 教育

### 高等学校
- 徳島県立辻高等学校

### 中学校
- 井川町立井川中学校

### 小学校
- 井川町立井内小学校
- 井川町立井内小学校野住分校（休校）
- 井川町立辻小学校
- 井川町立西井川小学校

## 交通

### 鉄道
- 四国旅客鉄道（JR四国）

中心となる駅：辻駅
徳島線 （三加茂町） - 辻駅 - 佃駅
土讃線 （三好町） - 佃駅 - （池田町）
- 隣接市町村への連絡

池田町（阿波池田駅）へは徳島線普通列車 - 土讃線普通列車で約10分。
三加茂町（阿波加茂駅）へは徳島線普通列車で約5分。
- 徳島市（徳島駅）への連絡

徳島線普通列車 - 徳島線特急列車 - 高徳線普通列車で約70分。
- 広範囲な連絡

高知市（高知駅）へは徳島線普通列車 - 土讃線普通列車 - 土讃線特急列車で約80分。
高松市（高松駅）へは徳島線普通列車 - 土讃線普通列車 - 土讃線特急列車 - 予讃線特急列車で約80分。
岡山市（岡山駅）へは徳島線普通列車 - 土讃線普通列車 - 土讃線特急列車 - 予讃線特急列車 - 瀬戸大橋線特急列車 - 西日本旅客鉄道宇野線特急列車で約95分。
松山市（松山駅）へは徳島線普通列車 - 土讃線普通列車 - 土讃線特急列車 - 予讃線特急列車で約105分。

### 道路
高速道路
徳島自動車道（四国縦貫自動車道）
吉野川SA（三好町） - 井川池田IC - 池田PA（池田町）
一般国道
国道32号、国道192号、国道319号
都道府県道
一般県道
徳島県道140号大利辻線
徳島県道149号腕山宮石線
徳島県道265号腕山花ノ内線
徳島県道266号昼間辻線
- 高速バス
  - 井川町・阿波池田駅 - 神戸市・三宮市： 四国交通、山陽電鉄、神姫バス
  - 井川町・阿波池田駅 - 大阪市： 四国交通、阪急バス
- 路線バス
  - 阿波池田駅 - 三加茂町西庄： 四国交通
  - 阿波池田駅 - 井川町井内馬場： 四国交通
  - 阿波池田駅 - 井川町西井川： 四国交通
  - 阿波池田駅 - 三好町昼間： 三好町営バス

## 名所・旧跡・観光スポット・祭事・催事
- 下影の棚田 - 日本の棚田百選。
- 井川スキー場腕山（かいなやま）（冬季） - 徳島県観光協会・徳島新聞社選定とくしま88景。
- 金竜山 - 桜の名所。
- 御来迎の滝（ごらいこうのたき）
- イカワXパーク - ゾーブを体験可能。
- 地福寺 - 新四国曼陀羅霊場。
- 長楽寺
- 今宮神社
- 三好市井川ふるさと交流センター

### 祭事・催事
- 1月
  - 四国スノーボードフェスティバル
- 2月
  - 井川町長杯スキー・スノーボード競技
  - ふれあい雪まつり

## 有名人

### 井川町出身有名人
- 山下菊二（画家）
- 近藤利一（馬主）
- 手塚一志（スポーツ科学者）

### 井川町関係有名人
- 小笠原長清（武将。阿波小笠原氏の初代。一族で吉野川流域各地を支配した。）
- 三好長慶（戦国時代の武将。室町幕府を支配した。三好氏の起源は小笠原氏とする説が有名だが、史料が乏しく真偽は不明。）
- 大西元武（武将。山城町から池田町西部にかけての大西郷を拠点に田井荘を支配した。長宗我部氏に阿波国を追われてからは川之江・轟城を再建して居城とした。大西氏の起源は諸説ある。）

## その他

### 井川町を舞台にした作品

#### 歌
- 北島三郎「青い旅人 〜吉野川〜」「四国三郎 〜旅行く川〜」 - 吉野川と三好郡などがテーマの演歌